# Crystal Warriors
Crystal Warriors (アーリエル クリスタル伝説? "Ariel: Legendary Crystal") är ett strategispel utgivet till Sega Game Gear. Spelet utgavs av Sega i Japan 1991 och Nordamerika 1992. Animationen gjordes av japanska företaget Kugatsuhime.
Spelet påminner om spel som Shining Force och Fire Emblem.

## Handling
Fred har rått på kontinenten Tyramus i nästan ett sekel, tack vare fyra magiska kristaller från kungariket Arliel. Men freden hotas då invaderande arméer från Jynriket, ledda av kejsar Grym, försöker använda sig av kristallerna för att härska över. Prinsessan Iris lyckas dock föy med en av kristallerna, och det gäller nu att skydda henne och kristallerna, samt försöka driva tillbaka invasionsstyrkorna.

### Fotnoter
1. ↑  ”Crystal Warriors” (på engelska). Mobygames. 11 mars 1992. http://www.mobygames.com/game/crystal-warriors. Läst 5 juni 2014.